# Tremp per inducció
El  tremp per inducció  consisteix a exposar la peça d'acer a un camp magnètic altern el qual penetra superficialment (efecte licular).
Com més alta és la freqüència de treball, menor és la penetració sobre la peça. L'energia del camp magnètic es transforma en calor (per efectes de la histèresi i les corrents de Foucault sobre materials ferromagnètics), augmentant la temperatura de la superfície de la peça fins a arribar en pocs segons a la temperatura de tremp (900 °C aprox.). Quan sobrepassa determinada temperatura (Temperatura de Curie) el material perd les propietats ferromagnètiques i es redueix en gran manera la generació de calor.
Arribat a aquest punt s'elimina el camp magnètic i es refreda la peça de diverses maneres (corrents d'aire, aigua, solucions aquoses, etc.) Controlant d'aquesta manera la velocitat de refredament. Fent-ho amb gran rapidesa s'obtenen grans dureses, sent la duresa directament proporcional a la velocitat de refredament.